# Khalid Ali
Khalid Ali Al-Hammadi (24 marzo 1981) è un ex calciatore emiratino, di ruolo difensore.

## Carriera

### Nazionale
Ha debuttato in Nazionale il 14 dicembre 2003, nell'amichevole Emirati Arabi Uniti-Azerbaigian (3-3). Ha partecipato, con la Nazionale, alla Coppa d'Asia 2004. Ha collezionato in totale, con la maglia della Nazionale, quattro presenze.